# 徳永林太郎
徳永 林太郎（とくなが りんたろう、1986年12月29日 - ）は、日本の男子プロバスケットボール選手である。福岡県福岡市出身。身長177cm、体重72kgで、ポジションはポイントガード。
2011年にライジング福岡と選手契約を結び、プロ選手となる。2014-15シーズンまで福岡に在籍した後、2015年より京都ハンナリーズに移籍。京都には1シーズン在籍し、2016年に香川ファイブアローズと契約した。2017年に秋田ノーザンハピネッツへ移籍したが、2018年4月に前十字靭帯を断裂するケガを負い、2018-19シーズンは無所属となっていたが、2019年シーズンから佐賀バルーナーズに練習生を経てから入団した。

## 来歴
福岡西陵高校でバスケットボール部に所属していたが、卒業とともにバスケから離れる。卒業後1年間カナダに留学し、帰国後はアルバイトをしながら生活していたが、22歳となった時にプロバスケットボール選手になることを思い立つ。
2009年に複数のチームのトライアウトを受験するも、いずれも不合格に終わり、翌2010年のトライアウトでも選手契約には至らなかったが、bjリーグに所属する、地元福岡のライジング福岡に練習生として入団。2011年に福岡と選手契約を結んだ。
bjリーグ 2012-13シーズン、12月9日の琉球ゴールデンキングス戦では、6点差をつけられていた第4クォーター残り5分30秒の場面で得点を挙げ、その後福岡が逆転し勝利、開幕以来負けが無かった琉球の連勝を15で止めた。このシーズン、福岡はファイナルまで進出し、横浜ビー・コルセアーズに敗れたものの、チーム創設以来最高成績となる準優勝を果たした。
bjリーグ 2014-15シーズンは、前のシーズンのキャプテンだった仲西淳が岩手ビッグブルズに移籍し、徳永が新たなキャプテンに就任した。シーズン終了後に退団。
2015-16シーズンはトライアウトを経て京都ハンナリーズと契約した。レギュラーシーズン44試合に出場し、1試合平均2.3得点を記録。京都は2シーズンぶりにファイナルズに進出し、4位となった。シーズン終了後に退団。
bjリーグとNBLが統合して発足したBリーグ初年度の2016-17シーズンは、B2の香川ファイブアローズと契約した。
香川でキャプテンに就任した徳永はレギュラーシーズン60試合全てに出場し、1試合平均8.4得点を記録した。
2017-18シーズンは、B2に降格した秋田ノーザンハピネッツと契約した。2017年11月11日の岩手ビッグブルズ戦では、岩手にリードを許す展開だったが第4クォーターだけで10得点を挙げ勝利に貢献するなど、レギュラーシーズン53試合に出場したが、2018年4月の熊本ヴォルターズ戦で左膝前十字靭帯を断裂する重傷を負い、以後の出場はかなわなかった。シーズン終了後の2018年5月28日、秋田は徳永との契約を更新しないことを発表した。
徳永はその後も秋田に留まりリハビリを続け、2018年11月にはノーザンハピネッツ主催のイベントにも参加した。
その後、無所属となっていたが、B3.LEAGUEの佐賀バルーナーズの練習生となり、2019年09月11日にチームと契約した。18試合に出場。
2020-21シーズンからの2シーズンは無所属で現役を続行した後、2021-22シーズン終了後に引退を表明した。

## 成績
| シーズン         | チーム | GP | GS | MPG  | FG%  | 3P%  | FT%  | RPG | APG | SPG | BPG | TO  | PPG |
| ---------------- | ------ | -- | -- | ---- | ---- | ---- | ---- | --- | --- | --- | --- | --- | --- |
| bjリーグ 2011-12 | 福岡   | 34 | 1  | 7.4  | 43.5 | 18.2 | 66.7 | 0.8 | 0.2 | 0.1 | 0.0 | 0.4 | 1.9 |
| bjリーグ 2012-13 | 福岡   | 49 | 0  | 9.4  | 42.5 | 34.1 | 78.6 | 0.7 | 0.5 | 0.5 | 0.0 | 0.2 | 2.0 |
| bjリーグ 2013-14 | 福岡   | 41 | 14 | 10.2 | 33.0 | 16.7 | 69.7 | 1.1 | 0.7 | 0.6 | 0.0 | 0.6 | 2.1 |
| bjリーグ 2014-15 | 福岡   | 44 | 23 | 19.3 | 36.0 | 16.7 | 53.7 | 1.8 | 2.1 | 1.1 | 0.1 | 0.5 | 3.8 |
| bjリーグ 2015-16 | 京都   | 44 | 2  | 7.8  | 55.1 | 28.6 | 57.5 | 0.9 | 0.7 | 0.4 | 0.0 | 0.5 | 2.3 |
| B2 2016-17       | 香川   | 60 | 59 | 29.6 | 41.9 | 32.1 | 65.9 | 4.5 | 2.7 | 1.5 | 0.1 | 1.9 | 8.3 |
| B2 2017-18       | 秋田   | 53 | 14 | 15.6 | 35.8 | 37.0 | 76.1 | 2.1 | 1.8 | 0.8 | 0.0 | 1.1 | 4.2 |
| B3 2019-20       | 佐賀   | 18 |    |      |      |      |      |     |     |     |     |     |     |